# CORNERSTONES
『CORNERSTONES』は、SING LIKE TALKINGのフロントマン佐藤竹善の1枚目のカバー・アルバム。1995年1月14日にファンハウスよりリリースされた。2005年3月30日にBMG JAPANより3曲追加した「CORNERSTONES+EXTRA TRACKS」発売。

## 概要
初となるソロアルバム。洋楽曲のカバーが収録されている。
2023年5月現在最も売れたアルバム。サブスクリプションでは配信されていない。

## 収録曲
1. NO ONE THERE (Eric Tagg)
2. WHATCHA'GONNA DO FOR ME? (ネッド・ドヒニー)
3. WHAT YOU WON'T DO FOR LOVE (ボビー・コールドウェル)
4. I.O.U.ME (BeBe & CeCe Winans)
5. PROMISES PROMISES (Eric Tagg)
6. SOMETHING SAD (ティモシー・B・シュミット)
7. YOU NEED A HERO (PAGES)
8. O.C.O.E. (PAGES)
9. DESPERADO (イーグルス)
10. STARDUST (ナット・キング・コール)
11. SOMETHING SAD (日本語バージョン)
1stシングル
12. Imagine(Live Recorded on JAN.29 ’95 at BUNKAMURA THEATER COCOON)＜Extra Tracks＞
2005年盤のボーナストラック
13. Moanin’(Live Recorded on JAN.29 ’95 at BUNKAMURA THEATER COCOON)＜Extra Tracks＞
2005年盤のボーナストラック
14. シルクの似合う夜(Live Recorded on JAN.29 ’95 at BUNKAMURA THEATER COCOON)＜Extra Tracks＞
2005年盤のボーナストラック